# Elecciones estatales del Sarre de 2009
Unas elecciones estatales se llevaron a cabo en el Sarre, el 30 de agosto de 2009,  al mismo tiempo que las elecciones estatales de Sajonia y Turingia, con el propósito de elegir a los miembros del Parlamento Regional del Sarre.

## Partidos
Los siguientes partidos se enfrentaron en la elección:
- Unión Demócrata Cristiana
- Partido Socialdemócrata
- Alianza 90/Los Verdes
- Partido Nacionaldemócrata de Alemania
- Partido Democrático Liberal
- Die Linke
- Partido de las Familias de Alemania
- Unión de Ciudadanos Libres
- Votantes Libres
- Salud Nuestro Derecho (solo en el distrito de Saarlouis)

## Resultados[1]
| Partido | Partido    | Votos   | %      | Escaños |
| ------- | ---------- | ------- | ------ | ------- |
|         | CDU        | 184,537 | 34,5 % | 19      |
|         | SPD        | 131,241 | 24,5 % | 13      |
|         | DIE LINKE. | 113,664 | 21,3 % | 11      |
|         | FDP        | 49,064  | 9,2 %  | 5       |
|         | GRÜNE      | 31,516  | 5,9 %  | 3       |
|         | FAMILIE    | 10,710  | 2,0 %  | −       |
|         | NPD        | 8,099   | 1,5 %  | −       |
|         | FW         | 4,528   | 0,8 %  | −       |
|         | FBU        | 754     | 0,1 %  | −       |
|         | GUR        | 680     | 0,1 %  | −       |

La Unión Demócrata Cristiana de Alemania (CDU) y el SPD experimentaron perdidas electorales;  estos resultados fueron emparejados por un aumento sustancial de la votación de Die Linke  y alzas electorales más pequeñas para  Los Verdes y el Partido Democrático Liberal (FDP). Ni las  coaliciones Negro-Amarillo (centro-derecha), ni Rojo-Rojo (centroizquierda, izquierda) ganaron suficientes escaños para obtener la mayoría absoluta. Como resultado de ello, los Verdes tuvieron en sus manos el destino del poder ejecutivo. Al final, los Verdes decidieron apoyar a la "coalición Jamaica" (llamada así por la combinación de colores de la bandera jamaicana - negro, amarillo y verde) de la CDU, el FDP y los Verdes, con Peter Müller (CDU) continuando como Ministro-Presidente.

## Encuestas
Las siguientes encuestas de opinión se llevaron a cabo durante la campaña:
| Realizador de la encuesta | Fecha                   |    |    |   |   |    |   | Otro |
| ------------------------- | ----------------------- | -- | -- | - | - | -- | - | ---- |
| Forschungs-gruppe Wahlen  | 21 de agosto de 2009    | 36 | 26 | 6 | 9 | 16 | – | 7    |
| Infratest dimap           | 20 de agosto de 2009    | 38 | 26 | 6 | 9 | 15 | 3 | 3    |
| Infratest dimap           | 22 de abril de 2009     | 36 | 27 | 7 | 9 | 18 | – | 3    |
| Emnid                     | 16 de abril de 2009     | 38 | 23 | 5 | 8 | 22 | – | 4    |
| Infratest dimap           | 28 de octubre de 2008   | 38 | 25 | 5 | 6 | 23 | – | 3    |
| Forsa                     | 3 de septiembre de 2008 | 37 | 23 | 5 | 7 | 24 | – | 4    |